# 宮本町 (桐生市)
宮本町（みやもとちょう）は、群馬県桐生市の町名である。一丁目から四丁目と番地のみで構成される。郵便番号は376-0056。

## 地理
桐生市の中部、吾妻山の麓に位置する。永楽町・小曽根町とともに桐生市第九区に属する。
東北部は平井町に、東部は西久方町に、東南部は本町に、南部は永楽町に、西南部は小曽根町に、西部は堤町に、西北部は川内町に、北部は梅田町にそれぞれ接する。
西に水道山、西北に吾妻山、東北に物見山がそびえ、三方を山に囲まれている。水道山公園・吾妻公園・桐生が岡公園など丘陵地を利用した公園が多い。山手通りを境に南が一丁目、北が二・三・四丁目となっている。二丁目の美和神社・西宮神社は、11月の桐生えびす講で知られ、県内外から多くの参詣者が集まる。

## 歴史
かつての村松村の一部にあたる。1873年（明治6年）に、今泉村、堤村、本宿村、村松村が合併して安楽土村となる。
1889年（明治22年）の町村制施行により、桐生新町、新宿村、安楽土村、下久方村、上久方村平井が合併して桐生町が発足、安楽土村は桐生町の大字の一つとなる。1921年（大正10年）の市制施行を経て、1929年（昭和4年）に大字が廃止され現在の町名である「宮本町」となった。

## 世帯数と人口
2022年（令和4年）1月31日現在の世帯数と人口は以下の通りである。
| 丁目         | 世帯数  | 人口    |
| ------------ | ------- | ------- |
| 宮本町一丁目 | 249世帯 | 431人   |
| 宮本町二丁目 | 263世帯 | 512人   |
| 宮本町三丁目 | 177世帯 | 337人   |
| 宮本町四丁目 | 158世帯 | 296人   |
| 宮本町       | 3世帯   | 5人     |
| 計           | 850世帯 | 1,581人 |

## 小・中学校の学区
市立小・中学校に通う場合、学区は以下の通りとなる。
| 丁目         | 番地             | 小学校           | 中学校             |
| ------------ | ---------------- | ---------------- | ------------------ |
| 宮本町一丁目 | 8〜12番          | 桐生市立西小学校 | 桐生市立中央中学校 |
| 宮本町一丁目 | その他           | 桐生市立北小学校 | 桐生市立中央中学校 |
| 宮本町二丁目 | 4〜6番、11〜14番 | 桐生市立西小学校 | 桐生市立中央中学校 |
| 宮本町二丁目 | その他           | 桐生市立北小学校 | 桐生市立中央中学校 |
| 宮本町三丁目 | 9番、10番        | 桐生市立西小学校 | 桐生市立中央中学校 |
| 宮本町三丁目 | その他           | 桐生市立北小学校 | 桐生市立中央中学校 |
| 宮本町四丁目 | 全域             | 桐生市立北小学校 | 桐生市立中央中学校 |
| 宮本町       | 全域             | 桐生市立北小学校 | 桐生市立中央中学校 |

## 交通

### 鉄道
町内に鉄道駅はない。

### 道路
山手通りが通過している。

## 施設

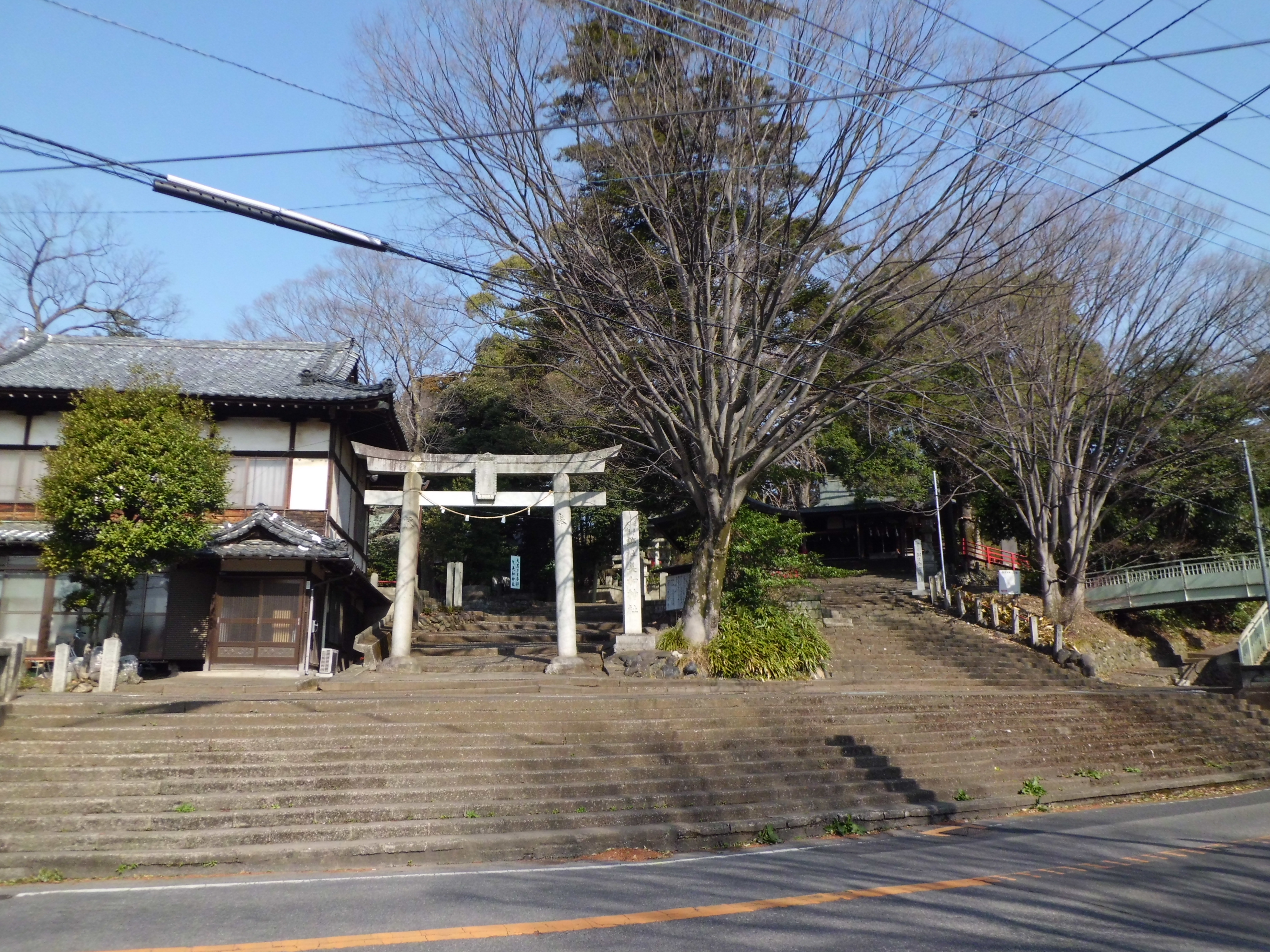
美和神社および西宮神社の鳥居

- 水道山公園
- 吾妻公園
- 桐生が岡公園
- 美和神社
- 桐生西宮神社

## 避難所
- 水道山公園（洪水災害、土砂災害、地震、内水氾濫時の緊急避難場所）[9]
- 吾妻公園（洪水災害、地震、内水氾濫時の緊急避難場所）
- 桐生が岡公園（洪水災害、土砂災害、地震、内水氾濫時の緊急避難場所）